# 完颜守能
完颜守能，本名胡剌，金朝官员，女真族，完颜氏。完顏希尹的孙子，昭武大将军完颜把答之子。
完颜守能官至商州刺史。完颜亮正隆六年（1161年），宋军攻克商州，完颜守能被擒。金世宗大定五年（1165年），宋朝请和，守能被释归，世宗下诏给旧官之俸。大定十九年，为西北路招讨使。皇帝下诏将契丹移剌窝斡起事军余众迁徙到临潢府、泰州，因受押剌民列贿赂，藏匿不遣，事发。大定二十一年，以贪赃之罪，除名。